# Fidena schildi
Fidena schildi är en tvåvingeart som först beskrevs av James Stewart Hine 1925.  Fidena schildi ingår i släktet Fidena och familjen bromsar. Inga underarter finns listade i Catalogue of Life.